# Apiomeris paucilineata
Apiomeris paucilineata är en mångfotingart som beskrevs av Filippo Silvestri 1917. Apiomeris paucilineata ingår i släktet Apiomeris och familjen klotdubbelfotingar. Inga underarter finns listade i Catalogue of Life.